# 高山梅花草
高山梅花草（学名：[Parnassia cacuminum] 错误：{{Lang}}：文本有斜体标记（帮助）），为卫矛科梅花草属下的一个种。